# Poincaré-dualiteit
In de topologie, een deelgebied van de wiskunde, is de Poincaré-dualiteitsstelling, vernoemd naar Henri Poincaré, een fundamenteel resultaat over de structuur van de homologie- en cohomologie groepen van variëteiten. Zij stelt dat als {\displaystyle M} een {\displaystyle n}-dimensionaal georiënteerde gesloten variëteit (compact en zonder begrenzing) is, dat dan de {\displaystyle k}-de cohomologiegroep van {\displaystyle M} voor alle gehele getallen {\displaystyle K} isomorf is aan de {\displaystyle (n-k)}-de homologiegroep van {\displaystyle M}, 
{\displaystyle H^{k}(M)\cong H_{n-k}(M)}
Poincaré-dualiteit geldt voor elke coëfficiëntenring, zo lang als men een oriëntatie heeft ingenomen met betrekking tot die coëfficiëntenring; aangezien elke variëteit een unieke oriëntatie mod 2 heeft, gaat in het bijzonder op dat Poincare-dualiteit mod 2 geldt zonder enige verdere veronderstelling met betrekking tot de oriëntatie.

## Geschiedenis
Een vorm van Poincaré-dualiteit werd in 1893 nog zonder bewijs, voor het eerst opgesteld door Henri Poincaré. De dualiteit werd gesteld in termen van Betti-getallen: De {\displaystyle k}-e en {\displaystyle (n-k)}-de Betti-getallen van een gesloten (dat wil zeggen compact en onbegrensde) georiënteerde {\displaystyle n}-variëteit zijn aan elkaar gelijk. Een verduidelijking van het cohomologie-concept lag op dat moment nog ongeveer 40 jaar in de toekomst. In zijn werk uit 1895, Analysis Situs, heeft Poincaré geprobeerd de stelling te bewijzen door gebruik te maken van de topologische doorsnedetheorie, die hij zelf had geformuleerd. Kritiek op zijn werk door Poul Heegaard leidde hem echter tot het besef dat zijn bewijs ernstige gebreken vertoonde. In de eerste twee complementen op zijn Analyse Situs, gaf Poincaré een nieuw bewijs in de vorm van duale triangulaties.
De Poincaré-dualiteit kreeg pas na de komst van de cohomologie in de jaren 1930 zijn moderne vorm. Toen kwamen Eduard Čech en Hassler Whitney met de cup- en cap-producten en formuleerden zij de Poincaré-dualiteit in deze nieuwe termen.